# Det omöjliga
Det omöjliga är en diktsamling av den svenske författaren Göran Sonnevi, utgiven 1975 på Albert Bonniers Förlag.
Samlingen var 430 sidor lång och har kallats "ett lyriskt långdistanslopp" av författaren Lars Gustafsson. Dikterna i boken spänner över tre decennier och den äldsta dikten är skriven 1958, då Sonnevi var i tonåren. De behandlar också vitt skilda ämnen som Wolfgang Amadeus Mozarts musik, IB-affären och döden.
Samlingen är en av titlarna i boken Tusen svenska klassiker (2009).

## Utgåvor
- Sonnevi, Göran (1975). Det omöjliga: dikter. Stockholm: Bonnier. Libris 7144879. ISBN 91-0-040685-6
- Sonnevi, Göran (1977). Det omöjliga: dikter [1958-1975]. Delfinserien, 0346-6574 ; 560 ([Ny utg.]). Stockholm: Bonnier. Libris 7145346. ISBN 91-0-041845-5
- Sonnevi, Göran (1982). Det omöjliga: dikter. MånPocket, 99-0184541-6 ([Ny utg.]). Stockholm: MånPocket. Libris 7654075. ISBN 91-7642-095-7
- Sonnevi, Göran (1988) (på obestämt språk). Det omöjliga dikter / Box 2 .. Enskede: TPB. Libris 11539857
- Sonnevi, Göran (1996). Det omöjliga: dikter. Bonnier pocket, 99-0307595-2 ([Ny utg.]). Stockholm: Bonnier. Libris 7149501. ISBN 91-0-056211-4
- Sonnevi, Göran. (2005). Det omöjliga dikter /. Enskede: TPB. Libris 12563406

### Fotnoter
1. ↑  ”Det omöjliga”. Libris.kb.se. http://libris.kb.se/hitlist?q=G%C3%B6ran+Sonnevi+Det+om%C3%B6jliga&r=&f=simp&t=v&s=rc&g=&m=25. Läst 2 februari 2013.
2. 1 2  Gradvall et al 2009, #421